# Portret Giovanne Tornabuoni
Portret Giovanne Tornabuoni (znan tudi kot Portret Giovanne degli Albizzi) je slika italijanskega renesančnega slikarja Domenica Ghirlandaia, ustvarjena leta 1488 in je v Museo Thyssen-Bornemisza v Madridu. Portret je naročil Lorenzo Tornabuoni po ženini smrti leta 1488 in vključuje veliko simboličnih podrobnosti.

## Opis
Slika prikazuje Giovanno degli Albizzi, florentinsko plemkinjo, ki je bila poročena z Lorenzom Tornabuonijem. Umrla je pri porodu leta 1488, to je leto, navedeno na cartellino (italijansko za 'listek') v ozadju. Naročil ga je njen mož Lorenzo Tornabuoni, portret pa je bil dejansko naslikan približno dve leti po njeni smrti, okoli 1489-90, za družino Tornabuoni. Prepoznali so jo po zaslugi njenih drugih portretov v kapeli Tornabuoni in medalje Giovanne, prav tako Ghirlandaia, kjer ima enako pričesko.
Upodablja mlado žensko od strani v linearni ornamentalni postavitvi, ki je bila običajna za tisti čas. Ta profilni portret je bil običajen slog firenškega portretiranja 15. stoletja. Figura nosi dragocena oblačila, vključno s telovnikom gamurra. Na desni strani za njo so viseča koralna ogrlica (morda rožni venec), delno zaprt molitvenik in latinski napis, vzet iz epigrama pesnika Marcijala iz 1. stoletja našega štetja. Drži tudi robček. Figura Giovanne je idealizirana po videzu in proporcih, kar je bila tradicija tistega časa.

## Simbolizem
Številni vidiki tega portreta imajo simboličen pomen pri poudarjanju njenega bogastva, statusa in pobožnosti. Giovannina fina oblačila kažejo na njen status in bogastvo njene družine. Emblem Tornabuoni je prisoten na njenih oblačilih, kot tudi dva L na njenem ramenu, ki se nanašata na njenega moža Lorenza. Ti emblemi označujejo Giovannino družino in ponazarjajo, od kod izvira vidno bogastvo. Družinsko bogastvo poleg oblačil poudarja tudi prisotnost biserov in brošk. Obesek na portretu prikazuje majhen diamant v zlatu nad velikim rubinom s tremi biseri, ki visijo pod njim. To je bil značilni okras, ki ga najdemo na upodobitvah Giovanne in je prišel iz dote njene svakinje Lodovice.
Drugi simbol v portretu je niz koralnih kroglic. Koralne kroglice, ki jih vidimo v ozadju, so verjetno rožni venec, kar pomeni Giovannino versko pobožnost. V renesansi so imele tudi korale številne konotacije. Verjeli so, da ščiti pred zlom, pomaga pri plodnosti in je bil povezan s Kristusovo krvjo.
Knjiga, ki jo vidimo za Giovanno, verjetno molitvenik, se prav tako nanaša na njeno pobožnost in izobražen status.
Pomemben vidik ozadja na tem portretu je cartellino za Giovanno. Napis je spremenjen odlomek pesmi avtorja Martiala. Epigram se glasi: »ARS VTINAM MORES ANIMVM QVE EFFINGERE POSSES PVLCHRIOR IN TERRIS NVLLA TABELLA FORET MCCCCLXXXVIII«. To pomeni »Umetnost, če bi lahko predstavljala značaj in um! Ne bi bilo lepše slike na zemlji 1488«. Ta epigram se nanaša tako na vrlino varuha, za katerim stoji, kot na spretnost slikarja. S sklicevanjem na Giovannino lepoto Ghirlandaio pove, da lepota varuške odseva njihovo moralo. Prilagoditve epigrama je verjetno naredil Poliziano, eden od Lorenzovih učiteljev.

## Analiza
Portret Giovanne Tornabuoni je bil obsežno raziskan. Posnet je bil z rentgenskimi žarki ter analiziran z ultravijoličnimi, infrardečimi in tehnikami prečnega prereza. S temi analizami je bilo ugotovljeno, da je slika nastala s podrisom s čopičem. Med spodnjo risbo in končno poslikavo je več razlik, vključno s postavitvijo rok in priloženimi pripomočki. Roke so bile sprva višje, vendar so bile v končnem delu spuščene v manj odločen položaj. Ogrlica, ki jo Giovanna nosi na končnem portretu, je bila prvotno niz kroglic in je imela drugačen obesek. Drugi dodatki v ozadju niso bili prisotni v spodnji risbi. Ghirlandaio je spremenil tudi pričesko in obline telesa figure. Na splošno je bil končni portret bolj idealiziran kot prvotna spodnja risba.

## Prvotna lokacija
Portret je bil prvotno postavljen v camera del palcho d'oro (italijansko za komoro z zlatimi tramovi) v apartmaju Lorenza Tornabuonija v palači Tornabuoni. Prisotnost portreta v javnem prostoru palače je obeležila Giovannino smrt. V tem času so portreti umrlih posameznikov služili za beleženje rodu, ponazarjanje pomembnih osebnosti in spomin na ljubljene. Ta portret je Giovanno verjetno predstavljal kot zgledno osebnost v palači Tornabuoni.